# Lingua zemiaki
Lo zemiaki è una lingua nuristani parlata da circa 400-500 persone nella provincia di Konar in Afghanistan.
Prende il nome dall'insediamento nel quale è parlata, dal pashtu Zemyaki žə́ba "linguaggio di Zemyaki", l'equivalente nativo è J̌amlām-am bašā . È strettamente imparentata con il waigali, e gli antenati degli Zemyaki erano, secondo la tradizione locale, waigali che migrarono nell'area diversi secoli fa. La lingua parlata nelle aree circostanti è il pashto, ed è stata fonte di molti prestiti lessicali, comprese diverse congiunzioni comuni.
Non possiede un genere grammaticale, però numero e persona sono segnati nel verbo, seguendo uno schema di accordo di ergatività scissa.
Si pensava che lo zemiaki fosse un dialetto del grangali, una lingua indo-ariana. Tuttavia, i suoi pronomi sono tipicamente nuristani, con una stretta relazione con il waigali, come confermato dalla tradizione locale.

## Lessico

### Pronomi
| Persona | Persona | Nominativo | Accusativo | Genitivo  |
| ------- | ------- | ---------- | ---------- | --------- |
| 1°      | sing.   | ake        | ũ          | ũba, umba |
| 1°      | plur.   | ami        | ami        | amba      |
| 2°      | sing.   | tu         | tu         | tuba      |
| 2°      | p       | me         | ame        | amemba    |

### Numeri
1. yok
2. du
3. tre
4. doš